# Совет немцев Украины
Сою́з объедине́ний гра́ждан «Сове́т не́мцев Украи́ны», СНУ (укр. Спілка об'єднань громадян «Рада німців України») — союз общественных организаций, созданный с целью консолидации действий общественных организаций этнических немцев Украины для представления интересов в отношениях с органами государственной власти, органами местного самоуправления, предприятиями и т. д., а также с целью координации деятельности входящих в состав его учредителей общественных организаций. Был зарегистрирован как юридическое лицо 23 июня 2011 года.
Направления деятельности организации: развитие культуры, образование, изучение немецкого языка, социальные проекты, реабилитация, архивно-поисковая помощь, поддержка исследований по истории немцев, бизнес и экономика, партнёрство между городами Германии и Украины, молодёжная работа, в том числе и международные молодёжные обмены.

## Учредители
Учредителями Союза объединения граждан «Совет немцев Украины» являются:
1. Международная общественная организация «Видергебурт» (до 1992 года — Украинское республиканское общественно-политическое и культурно-просветительское общество советских немцев «Возрождение»)
2. Всеукраинское объединение «Немецкая молодежь в Украине» (дата регистрации 24 января 2001 года)
3. Общественное объединение «Ассоциация немцев Украины» (дата регистрации 19 июня 2001 года)

## Логотип организации
Эмблема представляет собой изображение феникса, крылья которого подняты вверх, что символизирует возрождение немецкого общественного движения, согласно принятым решениям I Чрезвычайного съезда немцев СССР (12-15 марта 1991 года). Принятая на 1-м Съезде немцев Украины (21-23 ноября 1996 г.)в качестве символики высшего представительского органа Фольксрата немцев Украины.
Контур изображения — чёрного цвета, фон белого цвета. Голова феникса повёрнута в левую сторону.
Крыло, изображённое слева от туловища, отражает перья, внешний контур — чёрного цвета, внутренний контур представляет собой композицию из трёх полос — жёлтого, красного и чёрного цветов.
Крыло, изображённое справа от туловища отражает перья, внешний контур — чёрного цвета, внутренний контур представляет собой композицию из двух полос жёлтого и голубого.
Под фениксом изображена надпись сокращённого наименования Союза объединений граждан «Совет немцев Украины», что является отличительным знаком Союза.

## История немцев Украины
Более 2200 лет судьбы немцев неразрывно связаны с украинской землёй.
Этот долгий и драматический путь начался в III—I веках до н. э., когда германский племенной союз бастарнов расселился на территории от низовьев Дуная и между Днестром и Днепром.
На рубеже II—III столетий на украинских землях появилось германское племя готов. Здесь они создали одно из первых германских государственных объединений под названием «Готское королевство».
Именно на украинских землях германские варвары-язычники стали христианами. Выдающийся просветитель епископ Вульфила создал готскую письменность и перевёл в 341—348 годах Библию на готский язык.
Переселение немецких ремесленников, торговцев, крестьян в Западную Украину продолжалось на протяжении всего средневековья и имело ощутимое воздействие на хозяйственную, социально-политическую и культурную жизнь этого региона.
На последние годы XVII века и начало XVIII века приходится первая попытка царского правительства заселить и освоить северное побережье Азовского моря переселенцами-колонистами. Помехой стала русско-турецкая война.
Более удачной была переселенческая деятельность имперского вице-канцлера, епископа Бамбергского и Вюрцбургского графа Шёнборна и его последователей. Начиная с 1731 года, по специальным правительственным патентам они переселили в Закарпатье из Германии, Австрии, Богемии, Трансильвании и Галиции сотни немецких колонистов.
С 60-х годов XVIII века и до начала Первой мировой войны на Украине было создано более 2000 населённых пунктов с преимущественно немецким населением.
В период Первой мировой войны политика царского правительства обернулась массовыми репрессиями против немецкого населения Российской империи. Более 400 тысяч немцев из прифронтовых районов были насильственно выселены на восток страны. Возвратиться на Украину они смогли только начиная с 1918 года.
С 1924 года в районах компактного проживания немецкого населения на Украине началось создание немецких сельских и поселковых советов, число которых к 1931 году достигло 252. На Украине было создано 7 немецких районов.
В 1929—1930 учебном году на Украине работало 628 немецких школ, где училось 35 075 детей. 89,3 % немецких школьников получали образование на родном языке.
В период коллективизации, по решению советского правительства от 27 марта 1929 года были раскулачены и выселены с Украины тысячи немецких семей. Насильственная экспроприация продуктов питания у крестьян привела к массовому голоду на Украине, в том числе и в немецких селах.
Большой террор 1930-х годов на Украине не обошёл и немецкое население. 93 % из тысяч арестованных были вынесены смертные приговоры. По постановлению ЦК КП(б) от 10 апреля 1938 года все немецкие школы на Украине были преобразованы в украино- и русскоязычные. По постановлению ЦК КП(б)У от 5 марта 1939 года были ликвидированы немецкие районы и сельсоветы.
В годы Второй мировой войны более 450 тысяч немцев Украины были депортировано в восточные районы СССР. Каждый третий из них умер от голода, болезней и непосильной каторжной работы во время депортации, в рабочих колоннах НКВД и на спецпоселениях.
Административный запрет на возвращение на Украине был снят для немцев только 3 ноября 1972 года. К 1991 году на Украину вернулось более 38 000 немцев, что составляет менее 5 % от их довоенной численности.
Согласно данным последней переписи населения 2001 года на Украине проживает 33 тыс. немцев. Наиболее многочисленные группы немцев проживали в Донецкой, Днепропетровской, Закарпатской и Одесской областях и АР Крым.

### Реабилитация
В августе 1941 года была опубликована серия Указов Президиума Верховного Совета СССР «О переселении немцев с европейской части территории СССР». Этот день стал чёрной страницей в истории немецкого народа и началом его национальной трагедии. В августе 1941 года на протяжении нескольких дней около 500 тыс. этнических немцев были депортированы в Сибирь, Казахстан и Среднюю Азию. Там они были вынуждены пребывать в спецпоселениях и работать в трудармии. Почти треть из них умерла от голода, сибирских морозов и тяжёлых условий жизни.
Одним из приоритетных заданий, поставленных V Съездом немцев Украины перед СНУ и немецкими общественными организациями, является реабилитация этнических немцев.

## Самоорганизация и идентичность
Высшим представительским и координационным органом этнических немцев является Совет немцев Украины, который избирается Съездом немцев Украины.
Организация консолидирует действия немецких общественных организаций Украины для надлежащего представления интересов немецкого сообщества Украины с органами государственной власти и местного самоуправления, с предприятиями, учреждениями и организациями.
Совет немцев Украины защищает общественные, экономические, социальные и политические интересы немцев, способствует развитию национально-культурных, образовательных, языковых проектов, а также сохранению традиций, обычаев, народных обрядов, художественных и других ценностей. Важную работу в решении данных заданий проводят Ассоциация немцев Украины (АНУ), МОО Общество немцев Украины «Видергебурт», ВО «Немецкая молодёжь в Украине».
Этнические немцы с их историей и традициями, культурой и идентичностью являются самобытной независимой частью мультинационального украинского общества. Сохранение и развитие немецкого языка является наиболее необходимым для немецкой этнической группы, как и толерантность, открытость, поддержка дружеских отношений со всеми этническими сообществами страны.
Наиболее важные задания для всех немецких организация: оставаться «мостом» между украинским и немецким народами, их многовековыми культурами.

## Работа с детьми и молодёжью
Отдельным направлением в деятельности немецкой общины является работа с детьми и молодёжью.
ВО «Немецкая молодёжь в Украине» активно занимается организацией молодёжных обменов, образовательными и другими проектами, которые способствуют европейской интеграции страны, например:
- Языковые академии[6];
- Велопробеги в Германии и Украине[7];
- Сплав на ладье викингов[8];
- Форум немецкой молодёжи[9];
- Другие проекты.

Программа «Поддержка авангарда» создана развивать творческий и профессиональный потенциал для общественной, научной и художественной деятельности. Для детей есть возможность с самого детства изучать немецкий язык в воскресных школах и на курсах.
В рамках инициативы «Школы: партнёры будущего» (PASCH — Schulen Partner der Zukunft) Гётте-Институт поддерживает сеть школ по всей Украине, которые предлагают уроки немецкого языка на высоком уровне. Параллельно с проектом PASCH на Украине работает более 20 аккредитованных DSD-школ (Deutsches Sprachdiplom), которые помогают представителям немецкого сообщества и всем желающим в совершенстве овладеть немецким языком ещё со школы.
Важным проектом так же является Всеукраинский немецкоязычный лагерь, где дети изучают язык и закрепляют приобретённые коммуникационные навыки.

### Поддержка Авангарда
Отдельным направлением в деятельности немецкого общества является поддержка авангарда.
Программа «Поддержка авангарда» призвана развивать творческий, профессиональный потенциал лиц немецкого происхождения для общественной, научной и художественной деятельности. Для детей есть прекрасная возможность с детства изучать немецкий язык в воскресных школах и на курсах.
Основная задача этой программы заключается в поддержке лидеров немецкого меньшинства, представляющих интересы немецкого меньшинства, как внутри самоорганизации, так и среди широкой общественности Украины и Европы, а также поддержка художников, писателей, исследователей, руководителей немецких общественных организаций. Поддержка предоставляется в форме стипендий, предоставления возможности участия в образовательных семинарах, конкурсах и международных конференциях для реализации персональных выставок и презентаций; приобретение музыкальных инструментов, и другого оборудования для реализации идей Авангарда. В данной программе, в случае поступления заявок, предусмотрена частичная оплата обучения для студентов.

## Образование и язык

### Немецкий язык
Изучение немецкого языка играет основную роль в сохранении этнической идентичности немецкого сообщества на Украине.
С целью повышения интереса этнических немцев изучать родной язык СНУ разработал несколько направлений работы:
- Курсы немецкого языка в немецких общинах;
- Детский языковой лагерь;
- Зимняя молодёжная академия;
- Конкурсы грантов;
- Семинары BiZ.

Совет немцев Украины так же имеет связи с Goethe-Institut на Украине и «Австрийским языковым дипломом», которые занимаются координацией языковой работы.
Параллельно с этим этническое немецкое сообщество Украины развивает сеть языковых курсов и систему повышения квалификации преподавателей через «BiZ (Bildungs- und Informationszentrum) — Украина», основным направлением которого является информационно-образовательное обеспечение процесса этнокультурного сохранения немцев Украины.
Одним из партнёров в языковом направлении является Немецкая служба академических обменов (DAAD), которая выделяет стипендии для студентов и учёных.
Вместе с Министерством образования и науки Украины внедряется проект внесения текстов из истории, про выдающихся этнических немцев в школьные учебники по немецкому языку, рекомендуемых для 7 — 11 классов.

### Этнокультурная работа
Отдельным направлением в деятельности немецкого общества является этнокультурная работа. Более 170 общественных немецких организаций успешно воплощают в жизнь различные благотворительные, культурные программы.
При поддержке Федерального правительства Германии в более чем 60 населённых пунктах Украины работают немецкие центры встреч, где изучается немецкий язык и история, работают кружки декоративно-прикладного искусства, театра, танцев, пения и др. Значительную роль играет работа в театральных, литературных, краеведческих студиях и т. п., которые ведутся на немецком языке.
Сохранение и развитие немецкого языка необходимо для немецкой этнической группы, также как и толерантность, открытость, поддержание дружеских отношений со всеми этническими сообществами страны.

## Социальная работа
Социальная работа является важной частью деятельности немецкого сообщества на Украине.
Основные направления:
- Оздоровление пожилых людей и людей с ограниченными физическими возможностями (в том числе детей);
- Адресная помощь одиноким и нуждающимся людям по месту жительства, волонтёрская помощь;
- «Зимняя помощь» (продовольственные наборы для одиноких и нуждающихся людей пожилого возраста, людей с инвалидностью и многодетных семей);
- Помощь малообеспеченным этническим немцам медицинским оборудованием;
- Помощь студентам из социально незащищенных семей;
- Поддержка отдалённых немецких сёл;
- Семинары BiZ по социальной работе.

Наиболее разработанными на сегодняшний день являются программы поддержки пожилых людей и детей с ограниченными возможностями.
С целью усовершенствования социальных услуг формируется всеукраинская База данных социально незащищенных этнических немцев Украины.

## Взаимодействие с государственными и общественными учреждениями
СНУ вошёл в состав Совета межнационального согласия при Кабинете Министров Украины и стал членом Федералистского союза национальных меньшинств Европы. Налажено активное сотрудничество с Немецко-украинской парламентской группой в немецком Бундестаге.
Совет немцев Украины вовлечён в Общественные советы при Министерстве иностранных дел Украины, Министерстве культуры Украины, Министерстве образования и науки Украины.
Налажены контакты с депутатами Бундестага ФРГ, немецкими культурными и политическими институтами.
Ведущим вопросом для немецкой общины Украины остаётся возобновление работы Межправительственной украинского-немецкой комиссии по делам немецкого меньшинства на Украине. Для этого проводятся встречи и консультации с Кабинетом Министров Украины, Администрацией Президента Украины и Посольством Украины в Германии.
Важным элементом отношений между Украиной и Германией являются партнерские связи между городами-побратимами, открывающие возможность активного общения, многочисленных неформальных контактов между людьми.
СНУ является сторонником европейских ценностей, поддерживает евроинтеграцию Украины. На Съезде немцев Украины все делегаты Съезда единогласно одобрили европейский вектор развития Украины.
СНУ способствует развитию украинского-немецкого сотрудничества и улучшению имиджа Украины в ФРГ.

## Музеи и архивы
Во многих музеях Украины созданы экспозиции, которые знакомят посетителей с историко-культурным наследием этнических немцев Украины.
Важным является сотрудничество с Национальным музеем народной архитектуры и быта Украины (Музей под открытым небом в Пирогово) в создании экспозиции «Усадьба немецких колонистов» Юга Украины XVIII-XIX веков.
Создана рабочая группа, которая работает над воссозданием характерного дома немецких колонистов Юга Украины в экспозиции музея.
Развито сотрудничество с университетами в направлении исследования истории, налажены контакты с учёными, темой научных интересов которых стала история немцев и немецких колоний на Украине.
Работа с библиотеками Украины способствует систематизации материалов по истории немецкого меньшинства Украины.
Налаживается сотрудничество с государственными архивами Украины. Данное направление работы направлено на сохранение исторической памяти и этнической самоидентификации.

## Партнёры
- BMI (Министерство внутренних дел Германии)[15]
- Благотворительный Фонд «Общество Развития»[16]
- GIZ (Немецкое общество международного сотрудничества)[17]
- Посольство ФРГ на Украине[18]
- Генеральные и Почётные Консульства ФРГ на Украине
- Goethe-Institut[19]
- DAAD[20]
- ZFA[21]
- Федералистский Союз национальных меньшинств Европы[22]
- Департамент по делам религий и национальностей Министерства культуры Украины[23]
- Министерство социальной политики Украины[24]
- Министерство молодёжи и спорта Украины[25]
- Комитет Верховный Совет Украины по вопросам прав человека национальных меньшинств и межнациональных отношений[26]